# Jóel könyve
Joel vagy Jóél könyve Része a Bibliának, az úgy nevezett tizenkét kispróféták könyvének, azaz Joel a tizenkét kisprófétákhoz tartozik. A megnevezés a prófécia rövidségére utal.

## Keletkezése
A próféta Petuél fia. Nevén kívül semmi sem tudható meg személyéről, működésének idejéről. Csak a könyv szövegéből lehet következtetni a keletkezés körülményeiről.

## Tartalma

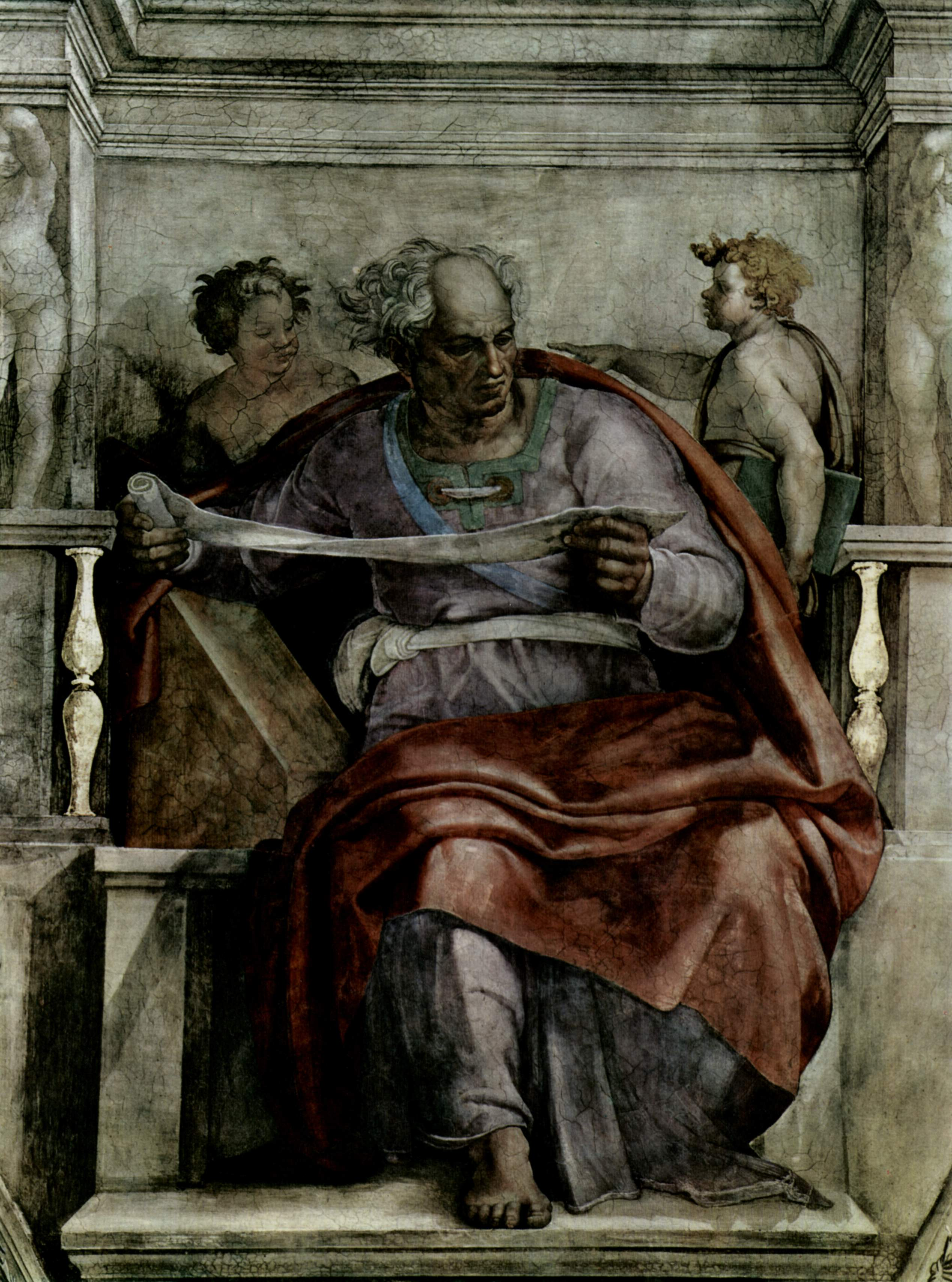
Michelangelo festménye. Sixtus-kápolna Joel prófétáról

Egy természeti katasztrófához kapcsolódó bűnbánati liturgiából indul ki. 
- Az első rész egy sáskajárás és nagy szárazság leírását tartalmazza, melyben a próféta a végső ítéletet látja (1-2).
- A második rész a végidő eseményeihez fordul, Jahve nagy napját írja le, amely üdvösséget és ítéletet hoz. Aki segítségül hívja nevét megmenekül, a pogány népeknek viszont bűneik miatt ítéletben lesz részük.

Felépítése:
- Felirat (1.1)
- Természeti csapás (1-2):
- panasz a sáskajárás és a természeti csapás miatt
- újabb panasz, Jahve meghallgatja a könyörgéseket
- Jahve napja (3-4):
- Jahve lelkének kiárasztása
- Ítélet a népeken[1]

Teljes szöveg:
Wikikönyvek: Jóel próféta könyve